# Kim Yoo-Jin
Kim Yoo-Jin es un deportista surcoreano que compite en taekwondo. Ganó una medalla de bronce en el Campeonato Mundial de Taekwondo de 2013 en la categoría de –74 kg.

## Palmarés internacional
| Campeonato Mundial | Campeonato Mundial | Campeonato Mundial | Campeonato Mundial |
| Año                | Lugar              | Medalla            | Categoría          |
| ------------------ | ------------------ | ------------------ | ------------------ |
| 2013               | Puebla (México)    | Medalla de bronce  | –74 kg             |